# Victimario
El victimario es aquella persona que inflige un daño o perjuicio a otra en un momento determinado (quien pasa a ser, por oposición, la víctima de la acción). Si bien este término puede ser usado para referirse a cualquier persona responsable de cometer un delito, está generalmente relacionado con los conceptos de proceso de paz, en donde es utilizado frecuentemente en forma plural, para referirse a los actores armados de un país, bajo un régimen dictatorial o democrático o en un conflicto armado interno, que han cometido crímenes terroristas, crímenes de guerra o crímenes de lesa humanidad. También se utiliza en casos de feminicidio.

## Conflictos armados
Al ser combatientes en un conflicto armado, considerar como victimarios a quienes perpetraron los crímenes tiene su importancia en cualquier negociación que busque concertar y restablecer una paz duradera después del conflicto y garantizar que los crímenes no seguirán perpetrándose en el futuro. La consideración de victimario forman parte del dilema entre decidir entre una fuerte judicialización contra los criminales, en ejercicio de la justicia debida a las víctimas (que puede llevar al grupo armado, en general, a levantarse de la mesa de negociación y continuar con su lucha) o permitir cierta impunidad en sus actos pasados, en aras de la paz (que conlleva al justo resentimiento de las víctimas, al no sentir que su crimen fue penalizado con justicia, e, incluso, a sentimientos de venganza de éstas hacia los victimarios, que pueden conducir una espiral de violencia que produzca la reactivación del conflicto)
Para solucionar ese dilema, las comisiones nacionales encargadas del posconflicto se plantean siempre la búsqueda de la verdad sobre los hechos criminales, la justicia para los responsables de los mismos y la reparación a las víctimas de dichos delitos. 
Según jurista Rodrigo Uprimny, dado que es muy difícil el sometimiento absoluto de una de las partes del conflicto (que permitiría una transición "punitiva" o "retributiva" donde la parte perdedora sería castigada con todo el peso de la ley, sin que ello implique que los victimarios ) y que internacionalmente se han hecho invalidas las opciones de amnistía o de Perdón y Olvido, amén de la firma del Tratado de Roma y la creación de la Corte Penal Internacional para castigar a los victimarios, es, en primer lugar, importante tomar en cuenta el contexto a tratar, así:
- En una transición de una dictadura a una democracia, está claramente definido que el victimario es el agente estatal (sea juez, funcionario, policía, militar) por lo que la victimización es vertical.

- En una transición posconflicto, en cambio, el victimario de una acción contra el bando contrario pudo buscar resarcimiento por haber sido víctima de dicho bando en el pasado, por lo que la victimización es horizontal.

Definido el contexto, lo que sigue es:

La cuestión fundamental se ha hallado en encontrar una solución políticamente viable que, sin dar lugar a la impunidad, haga posible alcanzar la paz y una reconciliación nacional duraderas.
Rodrigo Uprimny, ¿Justicia transicional sin transición?...color

## En el proceso de paz de Colombia
De lo anterior se separan las siguientes medidas, aplicables en especial para el caso colombiano según Uprimny:
- El Castigo a los victimarios por los crímenes cometidos se debe ver como una especie de "perdón", por lo que esta siempre debe existir y la misma debe ser de manera individualizada y no de manera colectiva (estrategia conocida como "Perdones Responsabilizantes"), más allá de las penas a pagar por las mismas, ya que evita la creación de una cultura de impunidad y reafirma la eficacia de las leyes y tratados internacionales creados para combatir los crímenes atroces, además de reforzar la reconciliación nacional (es más posible que la víctima "perdone" al victimario que ha sido castigado por la ley)

- Sin embargo y dado que este castigo no se puede llevar a cabo con la dureza debida, las comisiones encargadas de tratar el posconflicto deben promover la búsqueda de la verdad y la reparación por medio de las confesiones libres, completas y espontáneas de los victimarios y la entrega de los bienes que estos tengan en su haber para resarcir a las víctimas, todo a cambio de beneficios penales (como un perdón parcial de parte de la pena o el cumplimiento de la misma haciendo labores que busquen la reparación de los afectados por el conflicto armado), haciendo, de este modo, una especie de Justicia Restaurativa.